# Ма Индзиу
В това китайско име фамилията Ма стои пред личното име.
Ма Индзиу (на китайски: 馬英九; на пинин: Mǎ Yīngjiǔ) е тайвански политик от партията Гоминдан, президент на Република Китай от 2008 до 2016 година.
Роден е на 13 юли 1950 година в Хонконг в семейство, произлизащо от етническата група хакка. Получава бакалавърска степен по право от Тайванския национален университет (1972), магистърска степен от Нюйоркския университет (1976) и докторска степен от Харвардския университет (1981).
В периода 1993 – 1996 година е министър на правосъдието.
През 1998 – 2006 година е кмет на тайванската столица Тайпей. През 2008 година е избран за президент като кандидат на Гоминдан, а през 2012 година печели и втори мандат.